# Amt Zabeltitz
Das Amt Zabeltitz war ein Unteramt des Amtes Hayn. Es bestand von 1662 bis 1764.

Amt Hayn mit Amt Zabeltitz 1730

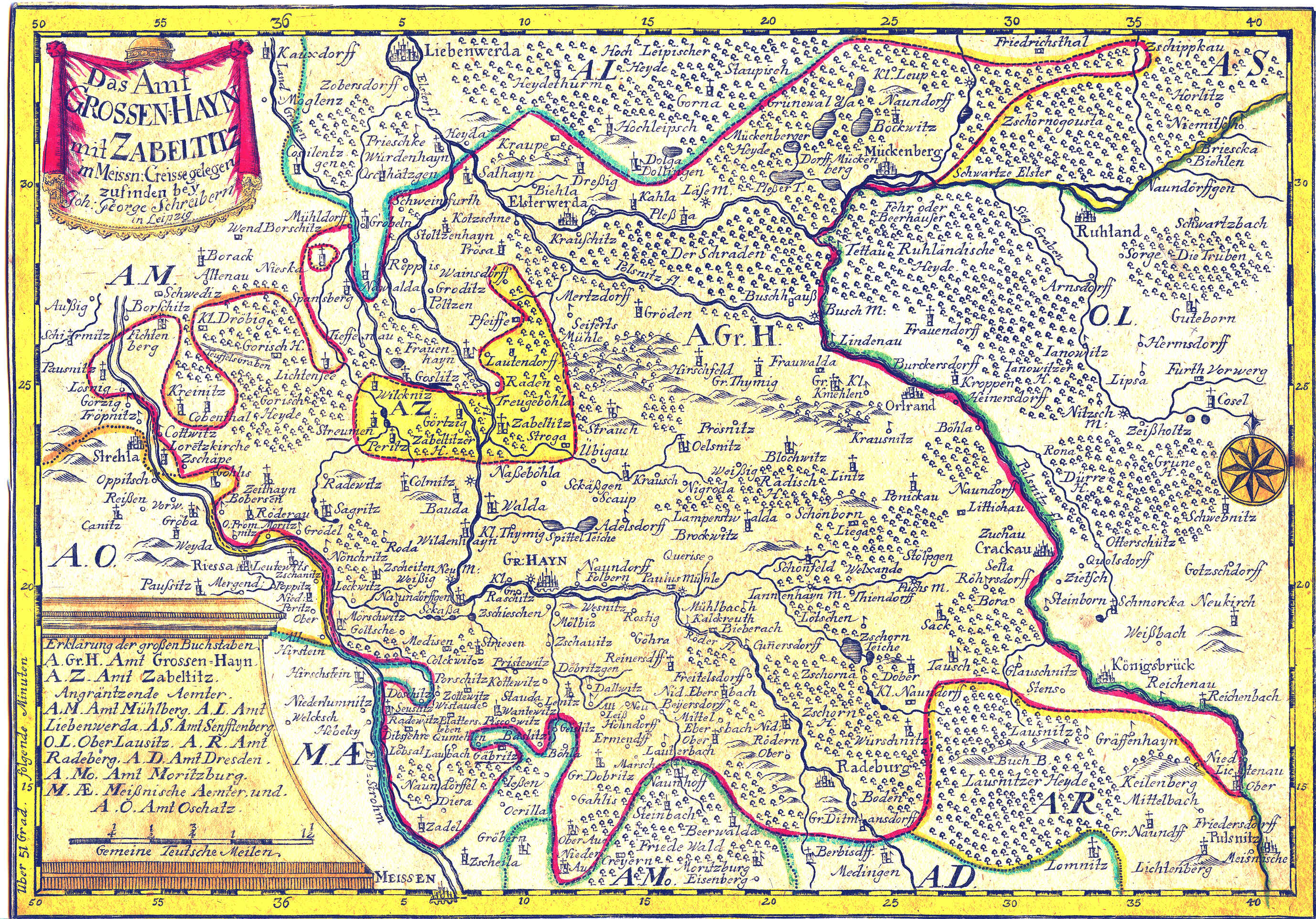
Amt Hayn mit Amt Zabeltitz 1752

1730 bestand das Amt Zabeltitz aus den Orten Görzig, Lautendorf, Lichtensee, Nieska, Streumen, Stroga, Peritz, Treugeböhla, Wainsdorf, Wülknitz und Zabeltitz.
1752 waren die Orte Lichtensee, Nieska und Streumen nicht mehr Bestandteil des Amtes Zabeltitz.